# Tom van Flandern
Tom Charles Van Flandern (né le 26 juin 1940 à Cleveland, Ohio et mort le 9 janvier 2009 à Seattle) est un astronome américain spécialisé dans la mécanique céleste. Docteur en physique de l'université Yale, il a travaillé à l'Observatoire naval des États-Unis pendant 20 ans.
Van Flandern est surtout connu pour son affirmation selon laquelle certaines caractéristiques sur la surface de Mars sont des « visages » sculptés artificiellement par des extraterrestres. En outre, il conteste certaines théories modernes de la physique, en défendant ce qu'il appelle la "réalité profonde de la physique" (deep reality physics), qui se caractérise par l'existence de l'énergie libre au sens de "disponible sans limite", et la possibilité de déplacement supraluminique. D'ailleurs il attribue à la gravité une vitesse très supérieure à celle de la lumière. Son livre conteste également l'existence de la matière noire et les thèses admises sur la formation du système solaire. Il maintenait un site Web consacré à ces sujets.
Il a également souvent été cité pour avoir affirmé que le GPS n'a pas besoin d'employer la relativité dans ses calculs. 